# Brittonella
Brittonella es un género de foraminífero planctónico de la subfamilia Hedbergellinae, de la familia Hedbergellidae, de la superfamilia Rotaliporoidea, del suborden Globigerinina y del orden Globigerinida. Su especie tipo es Whiteinella brittonensis. Su rango cronoestratigráfico abarca desde el Cenomaniense medio hasta el Santoniense (Cretácico superior).

## Descripción
Brittonella incluía especies con conchas trocoespiraladas, de forma discoidal-globular cóncavo-convexa (lado espiral convexo); sus cámaras eran globulares, creciendo en tamaño de forma gradual; sus suturas intercamerales eran rectas e incididas; su contorno era redondeando o subpoligonal, y lobulado; su periferia era redondeada a subaguda; su ombligo era amplio; su abertura era interiomarginal, umbilical-extraumbilical, en forma de arco bajo y protegida con un pórtico; presentaba pared calcítica hialina, macroperforada con baja densidad de poros, y con la superficie pustulada.

## Discusión
El género Brittonella no ha tenido mucha difusión entre los especialistas. Algunos autores han considerado Brittonella un sinónimo subjetivo posterior de Hedbergella. Clasificaciones posteriores incluirían Brittonella en la superfamilia Globigerinoidea. Otras clasificaciones lo han incluido en la subfamilia Brittonellinae.

## Paleoecología
Brittonella incluía especies con un modo de vida planctónico, de distribución latitudinal cosmopolita, y habitantes pelágicos de aguas superficiales (medio epipelágico).

## Clasificación
Brittonella incluye a las siguientes especies:
- Brittonella brittonensis †
- Brittonella infausta †
- Brittonella kelleri †
- Brittonella kingi †
- Brittonella oxiensis †
- Brittonella paradubia †
- Brittonella pilosa †
- Brittonella portsdownensis †